# Jiří Lehečka
Jiří Lehečka, född 8 november 2001 i Mladá Boleslav, är en tjeckisk tennisspelare. Han har som högst varit rankad på 92:a plats på ATP-singelrankingen och på 227:e plats på dubbelrankingen.

## Karriär

### 2021: Debuttitlar på Challenger-touren och topp 150
Lehečka vann två singeltitlar på Challenger-touren, en dubbeltitel med Vít Kopřiva samt två dubbeltitlar med Zdeněk Kolář.

### 2022: ATP-semifinal och topp 100
Lehečka kvalificerade sig för huvudturneringen i Australiska öppna 2022 efter att ha besegrat Michael Mmoh, Max Purcell och Dmitry Popko i kvalet. Han förlorade i den första omgången mot 26:e seedade Grigor Dimitrov i en match över fyra set.
Vid ABN Amro World Tennis Tournament 2022 i Rotterdam tog sig Lehečka till huvudturneringen via kvalturneringen. I den första omgången skrällde han mot femte seedade Denis Shapovalov och vann med raka set, vilket även var hans debut i en huvudturnering på ATP-touren. Lehečka besegrade sedan Botic van de Zandschulp och Lorenzo Musetti innan han nådde semifinal i sin ATP-debut, där han förlorade i tre set mot toppseedade Stefanos Tsitsipas. Lehečka blev den lägst rankade spelaren att nå semifinal i Rotterdam sedan Omar Camporese (rankad 225) gjorde det 1995. Den 14 februari 2022 flyttades han därefter upp 42 steg på rankingen till 95:e plats och nådde för första gången topp 100.